# C/1861 J1
C/1861 J1 (również Wielka Kometa z roku 1861 lub C/1500 H1) – kometa długookresowa, która przez trzy miesiące 1861 roku widoczna była gołym okiem.

## Odkrycie
Kometa ta została odkryta przez australijskiego astronoma Johna Tebbutta 13 maja 1861 roku w Windsorze w Nowej Południowej Walii. W momencie odkrycia miała ona jasność ok. 4m.
Kometa ta zaobserwowana była już w 1500 roku i jako taka nosi oznaczenie C/1500 H1.

## Orbita komety
Orbita Wielkiej Komety z 1861 ma kształt bardzo wydłużonej elipsy o mimośrodzie 0,985. Peryhelium znajduje się w odległości 0,82 j.a. od Słońca, aphelium zaś 109,34 j.a. od niego. Okres obiegu komety wokół Słońca wynosi 409 lat, nachylenie do ekliptyki to 85,44˚.

## Właściwości fizyczne

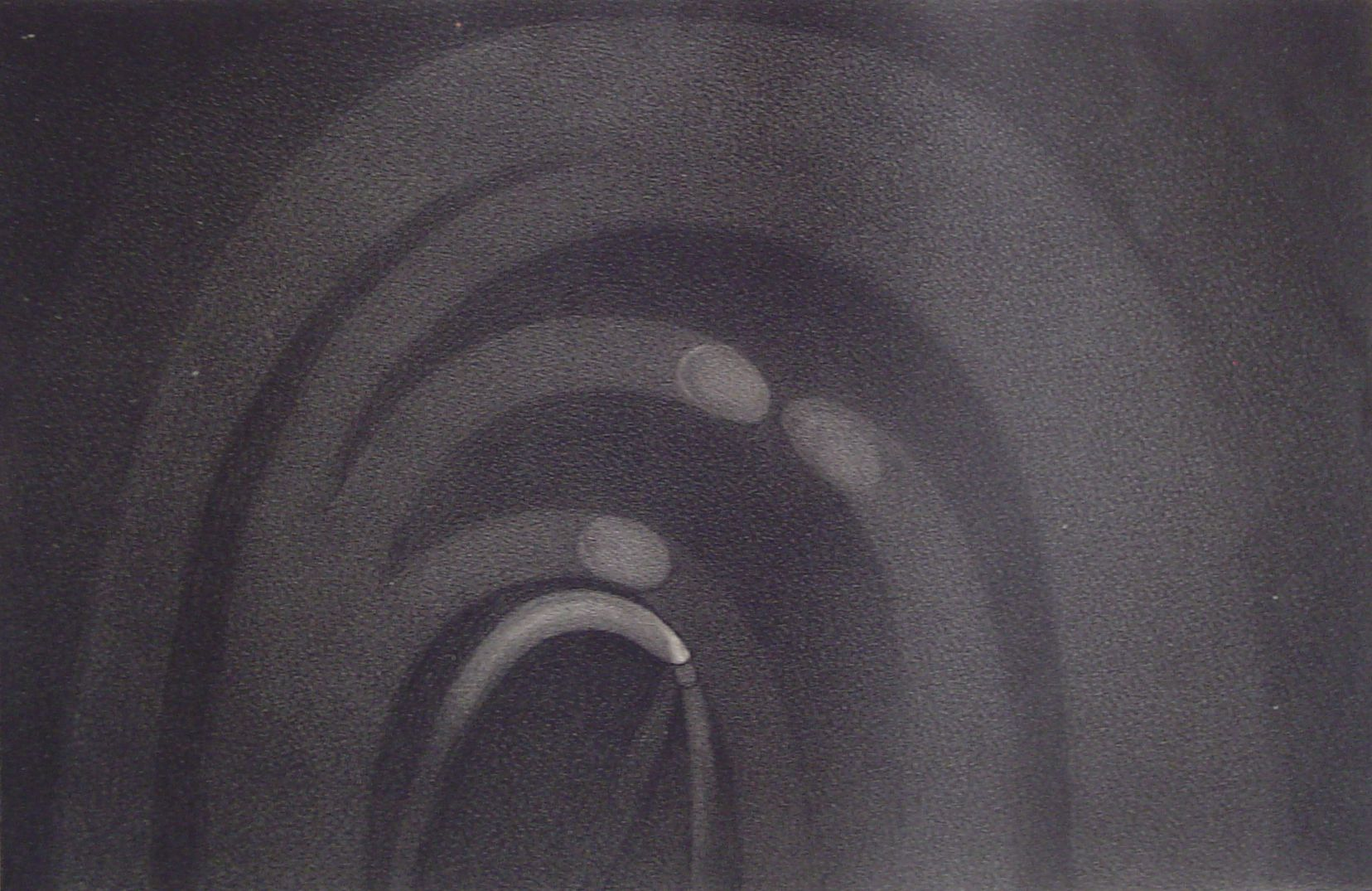
Głowa Wielkiej Komety z 1861 na rysunku z 30 czerwca 1861

Kometę można było obserwować gołym okiem przez trzy miesiące (do połowy sierpnia 1861). Była tak jasna, że w nocy przedmioty rzucały cień, w dzień widoczna była nawet przy świetle słonecznym. Najmniejsza odległość jaka dzieliła kometę od Ziemi to 0,1326 j.a. Ziemia przeszła wtedy przez jej szeroki warkocz. Oczom obserwatorów przedstawiała się ona okazale; miała dobrze wykształconą głowę i szeroki warkocz. Oprócz C/1861 J1 jeszcze tylko siedem komet z dziewiętnastego wieku otrzymało przydomek „wielka”.